# 拟鬼螳属
拟鬼螳属（学名：Pseudempusa）为宽颈螳科的一个属。

## 下属物种
本属包括以下物种：
- 孔雀拟鬼螳 Pseudempusa pavonina Giglio-Tos, 1916
- 孔雀羽拟鬼螳 Pseudempusa pinnapavonis Brunner, 1893，华丽孔雀螳[2]